# NGC 7085
NGC 7085 هي مجرة حلزونية تبعد حوالي 365 مليون سنة ضوئية تقع في كوكبة الفرس الأعظم (كوكبة). تم اكتشافه من قبل عالم الفلك ألبرت مارث في 3 أغسطس 1864.

## وصلات خارجية
- NGC 7085 على موقع ويكي سكاي: DSS2, SDSS, GALEX, IRAS, Hydrogen α, X-Ray, Astrophoto, Sky Map, Articles and images